# Estrela de tipo S

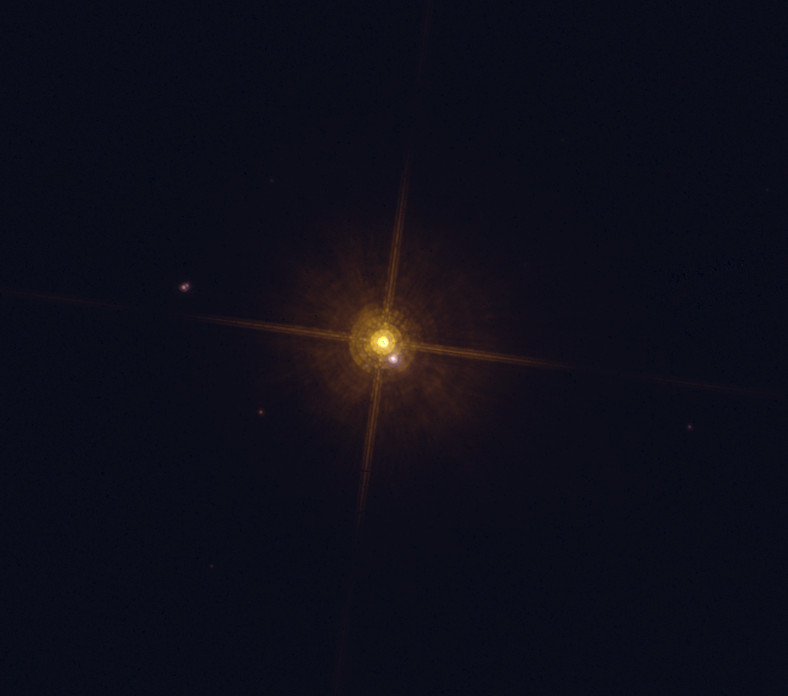
W Aquilae é uma estrela de tipo S e variável Mira com uma companheira próxima detectada pelo Telescópio Espacial Hubble

Uma estrela de tipo S (ou apenas estrela S) é uma estrela gigante vermelha de baixa temperatura com quantidades aproximadamente iguais de carbono e oxigênio em sua atmosfera. A classe foi originalmente definida em 1922 por Paul Merrill para estrelas com espectros anormais com linhas de absorção e bandas moleculares atualmente identificadas como elementos do processo-s, em especial com bandas de monóxido de zircônio (ZrO), cuja presença é uma característica que define este tipo de estrela.
Estrelas de tipo S representam um grupo intermediário entre as estrelas de carbono, que possuem mais carbono que oxigênio em suas atmosferas, e as gigantes M típicas, cujas atmosferas são mais ricas em oxigênio. Elas podem ser agrupadas em duas classes: estrelas S intrínsecas, que adquiriram seus espectros pela convecção até a superfície de produtos de fusão e elementos do processo-s; e estrelas S extrínsecas, que são formadas por transferência de matéria em sistemas binários. A presença de tecnécio, encontrado apenas nas estrelas S intrínsecas, é usada para diferenciar as duas classes.
As estrelas de tipo S intrínsecas estão na parte mais luminosa do ramo assintótico das gigantes, um estágio curto no final de suas vidas que antecede a formação de uma nebulosa planetária. Muitas são variáveis de longo período, incluindo várias variáveis Mira. As estrelas S extrínsecas, menos luminosas, estão tipicamente no ramo das gigantes vermelhas, e são frequentemente variáveis semirregulares ou irregulares de menor amplitude. Estrelas S são relativamente raras, com estrelas S intrínsecas formando menos de 10% das estrelas do ramo assintótico de luminosidade comparável, enquanto as estrelas S extrínsecas formam uma proporção ainda menor de todas as gigantes vermelhas.

## Características espectrais
Estrelas frias, particularmente de classe M, apresentam bandas moleculares em seus espectros, com óxido de titânio(II) (TiO) especialmente forte. Uma pequena parte dessas estrelas também possuem bandas igualmente fortes de óxido de zircônio (ZrO). A existência de bandas claramente detectáveis de ZrO em espectros visuais é o que define uma estrela de tipo S.
As principais séries espectrais de ZrO são:
- Série α, no azul a 464,06, 462,61 e 461,98 nm
- Série β, no amarelo a 555,17 e 571,81 nm
- Série γ, no vermelho a 647,4, 634,5 e 622,9 nm[2]

A definição original de uma estrela S é que ela deveria ter bandas de ZrO facilmente detectáveis em chapas fotográficas espectrais de baixa dispersão, mas espectros modernos permitem a identificação de muitas estrelas com linhas muito mais fracas de ZrO. Estrelas MS, intermediárias entre estrelas S e estrelas de classe M normais, têm linhas de ZrO quase indetectáveis em espectros de outra forma normais de classe M. Estrelas SC, intermediárias entre estrelas S e estrelas de carbono, têm linhas fracas ou indetectáveis de ZrO, mas fortes linhas D de sódio e bandas de C2 detectáveis mas fracas.
Espectros de estrelas S também mostram algumas outras diferenças em relação aos espectros normais de gigantes de classe M. As bandas de TiO típicas de gigantes frias são mais fracas na maioria das estrelas S, em comparação a estrelas M de temperatura similar, e completamente ausentes em outras. Formações espectrais relacionadas a isótopos do processo-s como linhas de YO, SrI, BaII e LaO, e também linhas D de sódio, são todas mais intensas. Bandas de VO no entanto são ausentes ou muito fracas. A existência de linhas espectrais de tecnécio (Tc), um elemento do quinto período, também é esperada como resultado da captura de nêutrons do processo-s, mas uma fração significativa das estrelas S não mostram sinais de Tc. Estrelas com fortes linhas de Tc são às vezes chamadas de estrelas de tecnécio, e elas podem ser das classes M, S, C, ou das intermediárias MS e SC.
Algumas estrelas S, especialmente variáveis Mira, mostram fortes linhas de emissão de hidrogênio. A emissão de Hβ é anormalmente forte comparada a outras linhas da série de Balmer em uma estrela M normal, mas isso acontece por causa da baixa intensidade da banda de TiO, que iria diluir a emissão de Hβ.

## Classificação
A classe espectral S foi primeiramente definida em 1922 para representar um número de variáveis de longo período (variáveis Mira) e estrelas com espectros peculiares semelhantes. Muitas das linhas de absorção no espectro foram reconhecidas como incomuns, mas os elementos associados a elas não eram conhecidos. As bandas de absorção, atualmente identificadas como de ZrO, são consideradas a característica marcante dos espectros de tipo S. Inicialmente, a classe M não era dividida em subclasses numéricas, mas sim em Ma, Mb, Mc e Md. A nova classe S era simplesmente identificada como S ou Se havendo linhas de emissão. Foi considerado que as estrelas Se eram todas variáveis de longo período, com as estrelas S sendo não variáveis, mas exceções têm sido encontradas. Por exemplo, π1 Gruis é atualmente identificada como uma variável semirregular.
A classificação de estrelas S têm sido revista várias vezes desde sua introdução, para refletir avanços na resolução dos espectros, a descoberta de números maiores de estrelas de tipo S, e melhor entendimento da relação entre os vários tipos espectrais de gigantes frias luminosas.

### Notação de vírgula
A formalização da classificação das estrelas S em 1954 introduziu um sistema bidimensional de classificação na forma SX,Y. Por exemplo, R Andromedae é listada como S6,6e.
X, a classe de temperatura, é um dígito entre 1 (apesar de o menor tipo listado ser S1.5) e 9, que tem o objetivo de representar uma escala de temperatura correspondendo aproximadamente à sequência de M1 até M9. A classe de temperatura é calculada estimando a intensidade das bandas de ZrO e TiO, então somando a maior intensidade com metade da menor intensidade.
Y, a classe de abundância, também é um dígito entre 1 e 9, atribuído pela multiplicação da razão entre as bandas de ZrO e TiO pela classe de temperatura. Essa conta geralmente fornece um número que é arredondado para baixo para dar a classe de abundância, mas isso é modificado para valores maiores:
- 6,0 a 7,5 corresponde a uma classe de abundância 6
- 7,6 a 9,9 corresponde a 7
- 10,0 a 50 corresponde a 8
- > 50 corresponde a 9

Na prática, tipos espectrais para estrelas novas seriam atribuídos por comparação com estrelas padrão, já que os valores de intensidade são subjetivos e não poderiam ser reproduzidos em espectros tirados em condições diferentes.
Um número de desvantagens desse método foram reveladas conforme as estrelas S foram estudadas em mais detalhes e os mecanismos por trás dos espectros foram entendidos. As intensidades das linhas de ZrO e TiO são influenciadas por temperatura e pelas abundâncias. As estrelas S representam um contínuo entre abundâncias de oxigênios maiores que de carbono e de carbono maiores que de oxigênio. Quando o carbono se torna mais abundante que oxigênio, o oxigênio livre é rapidamente preso como CO e as abundâncias de ZrO e TiO diminuem bastante, tornando-as um mau indicador em algumas estrelas. A classe de abundância também é inutilizável para estrelas com mais carbono que oxigênio em suas atmosferas.
Esta forma de classificação espectral é comum para estrelas S, possivelmente ainda a forma mais comum.

### Intensidades de elementos
A primeira grande revisão da classificação de estrelas S abandonou completamente a classe de abundância de um dígito em favor de intensidades de abundâncias explícitas para Zr e Ti. Então R And é listada, em um máximo, com um tipo espectral de S5e Zr5 Ti2.
Em 1979 Ake definiu um índice de abundância com base nas intensidades das bandas de ZrO, TiO e YO. Esse dígito único entre 1 e 7 busca representar a transição de estrelas MS até SC através do aumento da razão C/O. Tipos espectrais ainda foram listados com valores de intensidade explícitos de Zr e Ti, e o índice de abundância foi incluído separadamente na lista de estrelas padrão.
| < 0 | ,90 |

| 0 | ,90 |

| 0 | ,93 |

| 0 | ,95 |

| > 0 | ,95 |

| ~ 1 |

| > 1 |

### Notação de barra
O índice de abundância foi imediatamente adotado e estendido para variar de 1 até 10, diferenciando também abundâncias em estrelas SC. Nesse novo sistema, ele foi colocado como parte do tipo espectral no lugar das abundâncias separadas de Zr e Ti. Para diferenciá-lo da classe de abundância, do primeiro sistema, ele era usado com uma barra depois da classe de temperatura, então o tipo espectral de R And ficou S5/4.5e.
O novo índice de abundância não é calculado diretamente, mas é atribuído às estrelas a partir das intensidades relativas de um número de linhas espectrais. Ele foi ajustado para indicar precisamente a razão C/O de 0,95 até cerca de 1,1. As intensidades relativas das bandas de ZrO e TiO formam uma sequência primária de abundância desde as estrelas MS, com índices de 1 a 6. Índices de abundância entre 7 e 10 correspondem às estrelas SC, nas quais a linha de ZrO é fraca ou ausente, então a intensidade relativa das linhas D de sódio e C2 é usada. O índice de abundância 0 não é usado, enquanto o índice de abundância 10 é equivalente a uma estrela de carbono Cx,2 então também não é usado.
| < 0 | ,95 |

| 0 | ,95: |

| 0 | ,96 |

| 0 | ,97 |

| 0 | ,97 |

| 0 | ,98 |

| 0 | ,99 |

| 1 | ,00 |

| 1 | ,02 |

| 1 | ,1: |

A derivação da classe de temperatura também foi refinada, usando a razão entre linhas além da intensidade total de ZrO e TiO. Para as estrelas MS e aquelas com índice de abundância de 1 ou 2, o mesmo critério da intensidade da banda TiO usado para estrelas M pode ser aplicado. A intensidade relativa de diferentes bandas de ZrO a 530,5 e 555,1 nm é útil com os índices de abundância 3 e 4, e a aparência repentina de bandas de LaO para temperaturas menores. A razão das linhas de BaII e SrI também é útil como critério de temperatura para as estrelas S e para estrelas SC dos tipos 7 a 9, sendo utilizada preferencialmente junto com outros critérios. Quando ZrO e TiO são fracos ou ausentes a razão das formas combinadas a 645,6 e 645,0 nm pode ser usado para atribuir uma classe de temperatura.

### Notação de asterisco
Com os diferentes esquemas de classificação e as dificuldades em atribuir uma classe consistente por todo o espectro de estrelas MS, S e SC stars, outros esquemas são às vezes usados. Por exemplo, uma pesquisa de novas estrelas S/MS, SC e de carbono usou um sistema bidimensional indicado por um asterisco, por exemplo S5*3. O primeiro dígito é baseado na intensidade da linha de TiO e se aproxima da sequência da classe M, e o segundo é baseado apenas na intensidade de ZrO.

### Estrelas padrão
Esta tabela mostra os tipos espectrais já dados a algumas estrelas S bem conhecidas. A maioria delas são variáveis, geralmente do tipo Mira. Quando possível a tabela mostra o tipo no brilho máximo, mas vários dos tipos de Ake em particular não são de brilho máximo e portanto têm um tipo mais frio. As intensidades das bandas de ZrO e TiO também são mostradas se elas foram publicadas (um x indica que nenhuma banda foi encontrada). Se as abundâncias forem parte do tipo espectral formal então o índice de abundância é mostrado.
| R Andromedae      | S6,6e:   | Zr4 Ti3   | S4,6e  | S8e Zr6        | 4 | S5/4.5e       | Zr5 Ti2       |
| X Andromedae      | S3,9e    | Zr3 Ti0   | S2,9e: | S5.5e Zr4      | 5 | S5/4.5e       | Zr2.5 Tix     |
| RR Andromedae     | S7,2e:   | Zr2 Ti6.5 | S6,2e: | S6.5e Zr3 Ti6  | 2 | S6/3.5e       | Zr4+ Ti4      |
| W Aquilae         | S4,9:    | Zr4 Ti0   | S3,9e: |                |   | S6/6e         | Zr6 Ti0       |
| BD Camelopardalis | S5,3     | Zr2.5 Ti4 |        | S3.5 Zr2.5 Ti3 | 2 | S3.5/2        | Zr2+ Ti3      |
| BH Crucis         |          |           | SC8,6: |                |   | SC4.5/8-e     | Zr0 Tix Na10: |
| Chi Cygni         | S7,1e:   | Zr0-2 Ti7 | S7,2e  | S9.5 Zr3 Ti9   | 1 | S6+/1e = Ms6+ | Zr2 Ti6       |
| R Cygni           | S3.5,9e: | Zr3.5 Ti0 | S3,9e  | S8e Zr7 Ti3:   | 4 | S5/6e         | Zr4 Tix       |
| R Geminorum       | S3,9e:   | Zr3 Ti0   | S3,9e  | S8e Zr5        | 5 | S4/6e         | Zr3.5 Tix     |

## Formação
Existem duas classes distintas de estrelas de tipo S: estrelas S intrínsecas e estrelas S extrínsecas. A presença do elemento tecnécio, só encontrado nas estrelas S intrínsecas, é usada para distinguir as duas classes.

### Estrelas S intrínsecas

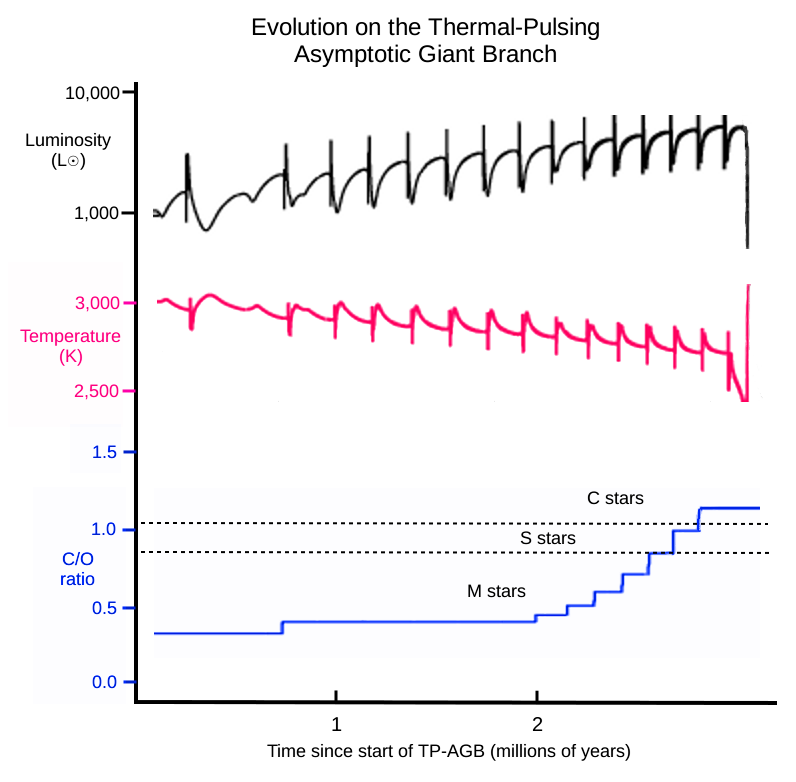
Propriedades estelares conforme uma gigante vermelha de 2 M_{☉} evolui pelo TP-AGB para se tornar uma estrela S e então uma estrela de carbono

Estrelas de tipo S intrínsecas são estrelas do ramo assintótico das gigantes de pulsos termais (TP-AGB). Estrelas AGB têm núcleos inertes de carbono-oxigênio e passam por fusão em uma camada de hélio externa ao núcleo e em uma camada de hidrogênio externa à de hélio. Elas são gigantes de classe M grandes e frias (gigantes vermelhas). Os pulsos termais, criado por flashes da camada de hélio, causam forte convecção nas camadas externas da estrela. Esses pulsos ficam mais intensos conforme a estrela evolui e em estrelas com massa suficiente a convecção atinge profundidades suficientes para causar a dragagem dos produtos da fusão nas cascas perto do núcleo até a superfície. Esses produtos de fusão incluem carbono e elementos do processo-s. Os elementos do processo-s incluem zircônio (Zr), ítrio (Y), lantânio (La), tecnécio (Tc), bário (Ba) e estrôncio (Sr), que formam o espectro característico da classe S, com bandas de ZrO, YO e LaO e linhas de Tc, Sr e Ba. A atmosfera de estrelas S está em um estágio em que possui aproximadamente a mesma quantidade de carbono e oxigênio. O enriquecimento por carbono continua com pulsos termais subsequentes até a abundância de carbono exceder a de oxigênio, ponto em que o oxigênio na atmosfera é rapidamente preso como CO e a formação de óxidos diminui. Essas estrelas mostram os espectros intermediários de classe SC, com enriquecimento de carbono adicional levando à formação de uma estrela de carbono.

### Estrelas S extrínsecas
O isótopo de tecnécio produzido por captura de nêutrons no processo-s é 99Tc, que tem uma meia-vida de cerca de 200 000 anos na atmosfera estelar. O tecnécio primordial presente na formação estelar já decaiu completamente quando a estrela se tornou uma gigante, e qualquer novo 99Tc levado à superfície da estrela por dragagens sobrevive até o fim da fase de AGB, tornando difícil a existência de uma gigante vermelha sem tecnécio mas com outros elementos do processo-s em sua atmosfera. Estrelas de tipo S sem tecnécio são formadas por transferência de matéria em um sistema estelar binário, em que uma estrela S intrínseca, rica em tecnécio e outros elementos do processo-s, transfere matéria para uma companheira menor e menos evoluída. Após algumas centenas de milhares de anos, o isótopo 99Tc vai ter decaído, surgindo uma estrela enriquecida com carbono e outros elementos do processo-s, mas sem tecnécio. Quando essa estrela evoluir e se tornar uma gigante vermelha, ela é classificada como uma estrela de bário. Quando ela evoluir para temperaturas baixas o suficiente para o surgimento de bandas de absorção de ZrO em seu espectro, aproximadamente a temperatura da classe M, ela será classificada como uma estrela de tipo S. Essas estrelas são chamadas de estrelas S extrínsecas.

## Distribuição e números
Estrelas de tipo espectral S só existem em um conjunto limitado de condições e são incomuns. A distribuição e propriedades de estrelas S intrínsecas e extrínsecas são diferentes, refletindo seus diferentes caminhos de formação.
Grandes pesquisas astronômicas têm dificuldade em identificar precisamente estrelas no TP-AGB, mas contagens de estrelas AGB normais de classe M e as similares estrelas S e de carbono mostraram distribuições diferentes na Galáxia. Estrelas de tipo S estão distribuídas de maneira similar a estrelas de carbono, mas são três vezes menos frequentes. Ambas são muito raras perto do centro galáctico, mas compõem cerca de 10 a 20% das estrelas AGB luminosas na vizinhança solar, portanto estrelas S são cerca de 5% das estrelas AGB. As estrelas ricas em carbono também estão concentradas de forma mais estreita no plano galáctico. Estrelas de tipo S correspondem a um número desproporcionalmente grande de variáveis Mira, 7% em uma pesquisa comparado a 3% de todas as estrelas AGB.
Estrelas S extrínsecas não estão no TP-AGB, mas são estrelas do ramo das gigantes vermelhas (RGB) ou no começo do AGB. Seus números e distribuições são incertos. Já foi estimado que elas compreendem entre 30 e 70% de todas as estrelas S, mas apenas uma pequena fração das estrelas RGB. Elas estão menos concentradas no disco galáctico, o que indica que são formadas de uma população estelar mais antiga em comparação às estrelas S intrínsecas.

## Propriedades
Poucas estrelas de tipo S intrínsecas tiveram suas massas medidas diretamente usando uma órbita binária, mas suas massas têm sido estimadas usando relações período-massa para estrelas Mira ou propriedades de pulsação. As massas observadas são de cerca de 1,5 a 5 M☉. Modelos de evolução no TP-AGB indicam que a terceira dragagem fica maior conforme as camadas se aproximam da superfície, e que estrelas menos massivas passam por poucas dragagens antes de deixarem o AGB. Estrelas com massas de 1,5 a 2,0 M☉ passam por dragagens suficientes para se tornarem estrelas de carbono, mas as dragagens são muito intensas e a estrela vai geralmente pular a razão C/O próxima de 1 sem se tornar uma estrela de tipo S. Estrelas mais massivas alcançam níveis iguais de carbono e oxigênio gradualmente ao longo de várias pequenas dragagens. Estrelas com mais de 4 M☉ alcançam temperaturas altas o suficiente na base do envelope convectivo para fundirem carbono (hot bottom burning), evitando que elas virem estrelas de carbono, mas elas ainda podem se tornar estrelas de tipo S antes de reverterem para um estado rico em oxigênio. Estrelas S extrínsecas estão sempre em sistemas binários e possuem massas calculadas em cerca de 1,6 a 2,0 M☉, consistentes com estrelas do RGB ou do início do AGB.
Estrelas S intrínsecas têm luminosidades próximas de 5 000 a 10 000 L☉, embora geralmente sejam variáveis. Suas temperaturas efetivas são em média de 2 300 K para as estrelas S variáveis Mira e 3 100 K para as outras, algumas centenas de kelvins mais quentes que estrelas AGB ricas em oxigênio e algumas centenas de kelvins menores que as estrelas de carbono. Seus raios são em média de 530 R☉ para as Miras e 270 R☉ para as não-Miras, maiores que estrelas ricas em oxigênio e menores que estrelas de carbono. Estrelas S extrínsecas têm luminosidades típicas em torno de 2 000 L☉, temperaturas entre 3 150 e 4 000 K, e raios de menos de 150 R☉. Isso significa que elas estão abaixo da ponta do ramo das gigantes vermelhas e são tipicamente estrelas RGB ao invés de AGB.

## Perda de massa e poeira
Estrelas S intrínsecas perdem bastante massa pelos seus ventos estelares, da mesma forma que as estrelas TP-AGB ricas em oxigênio e estrelas de carbono. As taxas de perda de massa típicas são de cerca de 10×10−7 M☉ por ano, mas em casos extremos como em W Aquilae esse valor pode ser mais de dez vezes maior.
Espera-se que a existência de poeira leve a perda de massa em estrelas frias, mas é incerto o tipo de poeira que pode se formar na atmosfera de uma estrela S, em que quase todo carbono e oxigênio estão presos como CO. O vento estelar das estrelas S é comparável ao de estrelas ricas em oxigênio ou carbono com propriedades físicas semelhantes. Existe cerca de 300 vezes mais gás que poeira no material circunstelar observado em torno de estrelas S. Acredita-se que a poeira seja feita de ferro metálico, FeSi, carbeto de silício e forsterita. Sem silicatos e carbono, acredita-se que a formação de núcleos de poeira é catalisada por TiC, ZrC e TiO2.
Envelopes circunstelares são vistos em torno de várias estrelas de carbono, mas não em estrelas de tipo S. Excesso de emissão infravermelha indica que existe poeira em torno da maioria das estrelas S intrínsecas, mas a produção de poeira não é suficiente para formar uma camada visível separada da estrela. Acredita-se que envelopes de poeira são formados durante uma fase de superventos no fim da evolução pelo AGB.

## Exemplos

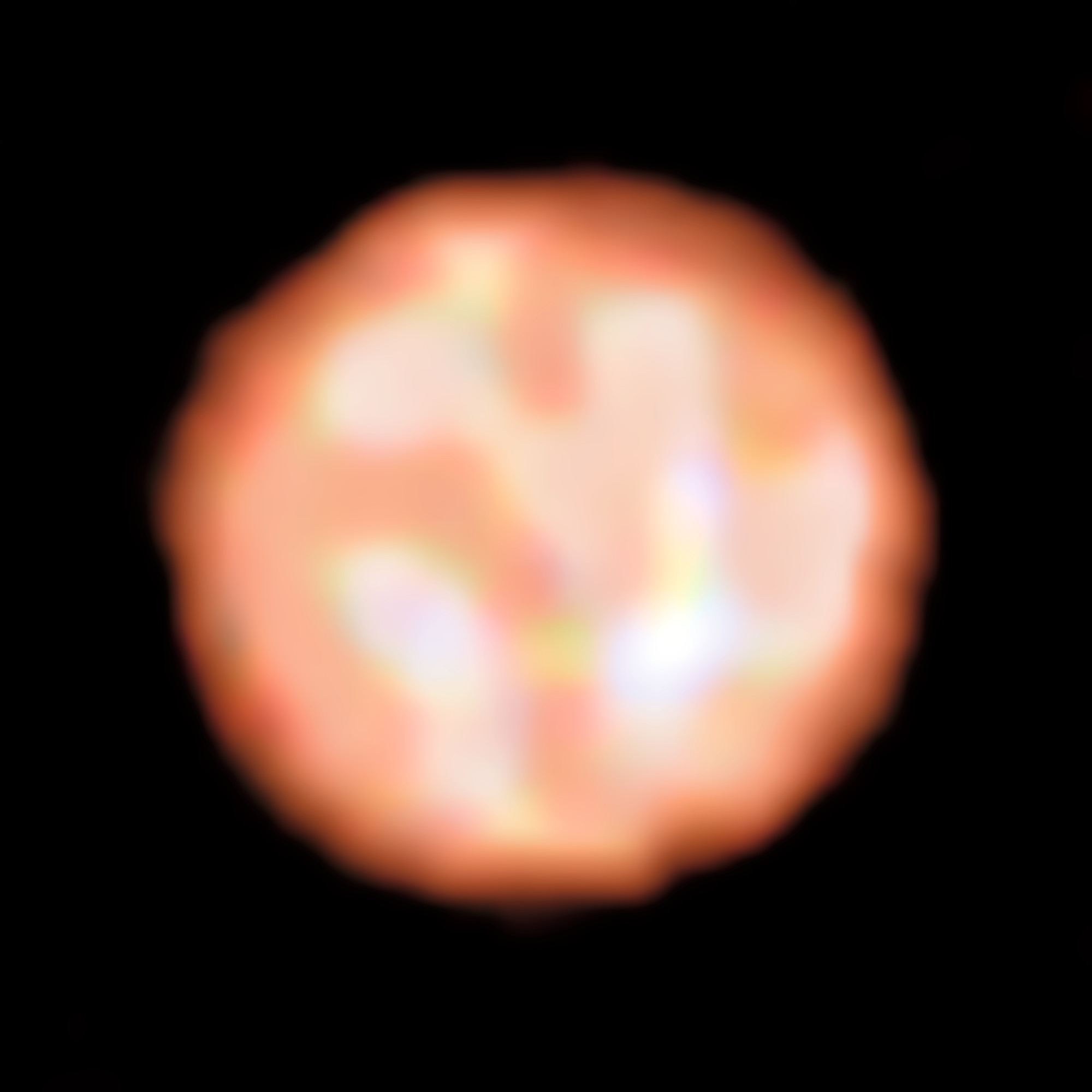
Imagem da superfície de π^{1} Gruis, obtida pelo instrumento de interferometria PIONIER, no Very Large Telescope

BD Camelopardalis é um exemplo de estrela S extrínseca visível a olho nu. Ela é uma variável irregular lenta em um sistema binário simbiótico com uma companheira quente que pode também ser variável.
A variável Mira Chi Cygni é uma estrela S intrínseca. Perto do máximo de brilho, ela é a estrela S mais brilhante no céu. Seu espectro de tipo tardio é variável entre S6 e S10, com traços de óxidos de zircônio, titânio e vanádio, se aproximando do tipo intermediário MS. Várias outras variáveis Mira proeminentes como R Andromedae e R Cygni também são estrelas de tipo S, assim como a variável semirregular peculiar π1 Gruis.
A estrela ο1 Ori, visível a olho nu, é uma estrela MS intermediária e uma variável semirregular de baixa amplitude com uma companheira anã branca DA3. O tipo espectral já foi dado como S3.5/1-, M3III(BaII), ou M3.2IIIaS.
| Nome              | Magnitude aparente | Tipo espectral    | Variabilidade                 |
| ----------------- | ------------------ | ----------------- | ----------------------------- |
| BD Camelopardalis | 5,01–5,17          | S5,3(M4III)       | variável irregular lenta (Lb) |
| Pi1 Gruis         | 5,41–6,70          | S5,7e             | variável semirregular (SRb)   |
| HR Pegasi         | 6,12–6,49          | S5,1(M4)          | variável semirregular (SRb)   |
| Chi Cygni         | 3,3–14,2           | S6,2e-S10,4e(MSe) | Mira                          |
| V1261 Orionis     | 6,64–6,91          | S4,1              | binária eclipsante            |
| R Canis Minoris   | 7,0–12,0           | SC4-7/10e         | Mira                          |
| R Andromedae      | 5,8–15,2           | S3,5e-S8,8e(M7e)  | Mira                          |
| V Cancri          | 7,6–13,3           | S0e-S7,9e         | Mira                          |
| R Lyncis          | 7,2–14,3           | S2.5,5e-S6,8e:    | Mira                          |
| R Geminorum       | 6,0–14,0           | S2,9e-S8,9e(Tc)   | Mira                          |
| S Cassiopeiae     | 7,9–17,3           | S3,4e-S5,8e       | Mira                          |